# Castillo de Llusá
El Castillo medieval de Llusá dio nombre al Llusanés que durante la Edad Media fue la sede de una baronía muy importante. Está situado en la cima de una colina cerca del pueblo de Llusá, encima mismo del monasterio de Santa María de Llusá. Al lado encontramos la capilla del castillo, de planta circular y bien conservada, dedicada a San Vicente.

## Historia del conjunto
El castillo, está documentado por primera vez el año 905 en el acta de consagración de la iglesia de Santa María de Llusá. Los Llusá fueron feudatarios de los condes de Barcelona, señores eminentes de los castillos de Llusá los que recibieron varios juramentos de fidelidad de los vicarios condales. Ramón Borrell dio a su mujer Ermesenda de Carcasona como dote nupcial el castillo de Llusá, entre otros. La condesa enfeudó al conde Wifredo de Cerdaña entre el 1018 y el 1023. Las enfeudaciones debieron estar enmarcadas en las disputas que tuvieron la condesa Ermesenda y su hijo Berenguer Ramón I. La paz llegó el 1023 cuando la condesa, como garantía, le empeñó varios castillos, entre ellos el de Llusá que sería nuevamente alienado por los condes de Barcelona en 1107 cuando Ramón Berenguer III lo dio al conde Bernat III de Besalú como dote nupcial de su hija. Al no haber descendientes, volvió a la corona.
En cuanto a los vicarios condales, el primer miembro conocido de la familia Llusá es Sunifredo de Llusá, fallecido en 988. Entre el 1063 y el 1076 se documenta que Guisado II de Llusá jura fidelidad al conde Berenguer I por los castillos de Llusá y Merlés. Berenguer Sunifredo de Llusá llegó a ser obispo de Vich y arzobispo de Tarragona, lo que supuso que la familia recibiera enfeudaciones del pariente eclesiástico. Su hermana Guisla de Llusá se casó con Berenguer Ramón I, conde de Barcelona y después del 1035 con Udalardo II, vizconde de Barcelona.

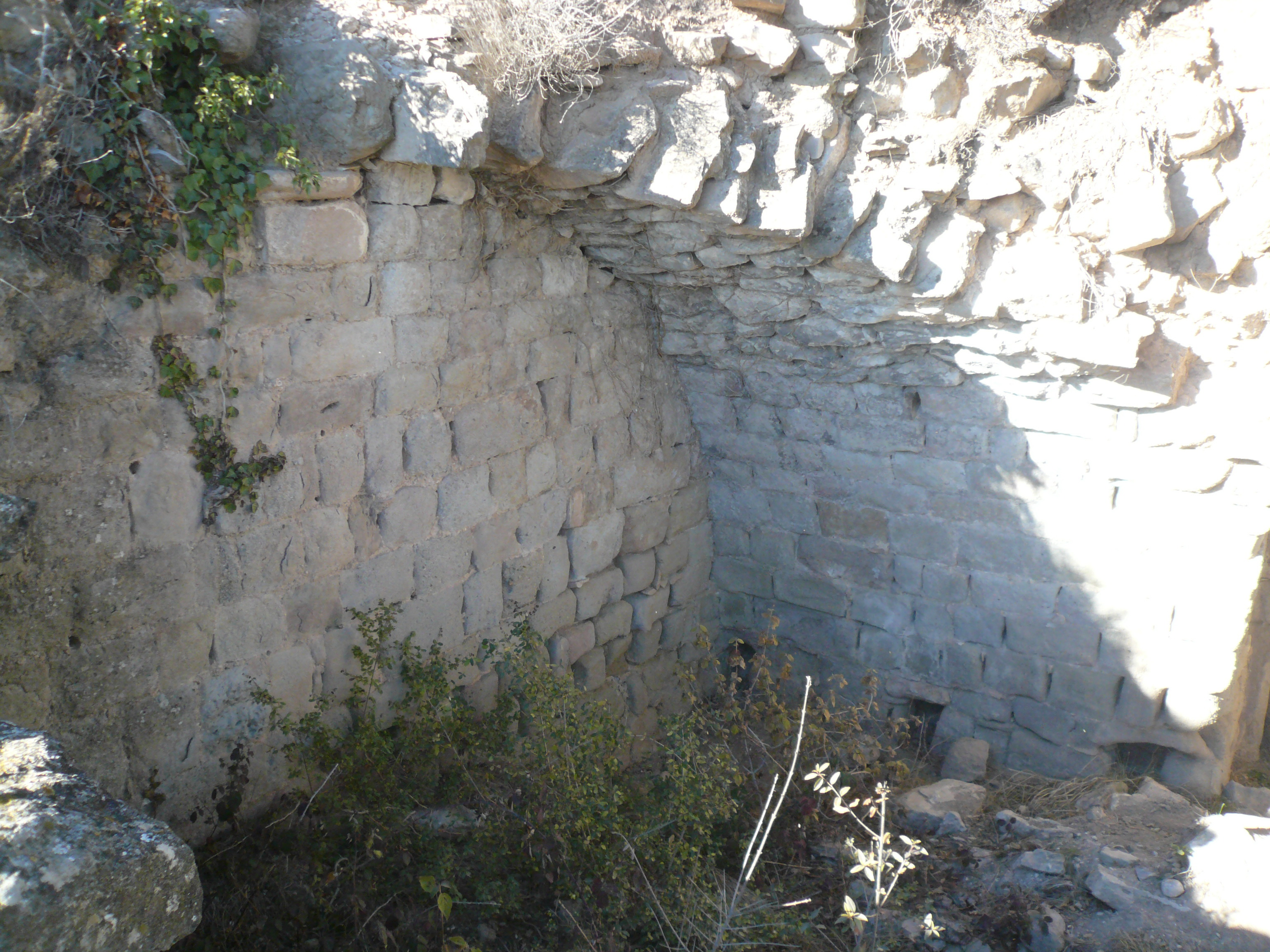
Bóveda de cañón (diciembre de 2007).

Tras este periodo de expansión, comienzan los conflictos entre señores, los monarcas, y los Llusá. En 1180, el tribunal falla a favor del rey y Pedro de Lucas ha de ceder la potestad de los castillos de Llusá y Merlés y jurar fidelidad al rey Pedro el Católico. Ramón de Llusá concede a perpetuidad la potestad de dichos castillos al rey Jaime I. La familia se extinguió con Elisenda de Llusá, hija de Ramón y Sibila, casada en 1256 con Bernardo, señor del castillo de Saportella, Bernardo de Saportella con quien comienzan los conflictos por el dominio del castillo de Llusá. Los obispos de Vich, en el año 1265, le exigieron prestación de vasallaje. No lo aceptó hasta el 1272 pero las relaciones entre Bernardo de Saportella y el obispado de Vich se volvieron a deteriorar el 1278. También había conflictos con el rey Jaime I quien, después de un grave conflicto lo sometió y perdonó. Posteriormente, Pedro el Grande en el año 1278 ordenó el asedio del castillo que fue tomado y destruido en marzo de 1279 y encomendado a Guillem de Moliner. El 1286 Alfonso el Franco concede a Bernat Guillem de Saportella el retorno al feudo del castillo de Llusá entre otros. Jaime II le concederá las justicias civiles y criminales excepto las penas de sangre y autorizará la restauración de castillos.
En el siglo XIV se entronca con los Fenollet, vizcondes de Isla (Rossellón), que vendieron la baronía de Llusá a los Pinós. Después la baronía pasó a Peguera. A partir de este momento las malas relaciones entre la baronía y los hombres de Llusá provocaron que estos prefirieran depender de la jurisdicción real. No lo consiguieron hasta el final del siglo XV, cuando, destruido el castillo durante la guerra civil de remensa, la baronía se incorporó a la Corona y en 1491 era creada la sub-veguería del Llusanés. La familia Pinós, antes de 1579 compró al rey la baronía y la jurisdicción de Llusá. En 1596 la baronía fue vendida a la familia Agulló la cual, en 1511 la vendió al rey, incorporándose definitivamente a la Corona.
El castillo de Llusá era residencia permanente de los señores y, por eso mismo no tuvo castellano conocido.

## Arquitectura

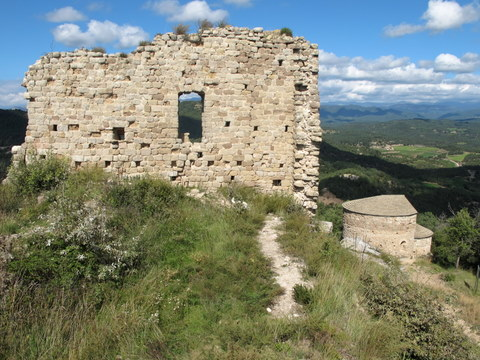
Muro norte del castillo e Iglesia de San Vicente (octubre de 2010).

Del castillo, sólo quedan un muro en el lado norte y dos estancias en el lado sur. Se han conservado otros muros, muy fragmentados, que permiten suponer que era de planta casi triangular con el vértice en el suroeste, adaptándose a la topografía del terreno. Al suroeste había probablemente una torre redonda de la que quedan unas trazas muy pequeñas del basamento.
El muro norte conserva una altura de dos pisos donde se ven los restos de una ventana bífora de la que ha desaparecido la columna. Las dos estancias del lado sur son de planta rectangular, aunque la más pequeña es casi cuadrada. La mayor tenía una bóveda de cañón, hoy derrumbada, y se pueden ver dos puertas adinteladas de medio punto que llevan al patio del castillo, y también los restos de cuatro ventanas. La sala más pequeña parece que era una cisterna, ya que se accede por el techo, y las paredes están enlucidas. Todos los elementos descritos están construidos con un aparejo de piedra arenisca con sillares regulares y dispuestos en hiladas uniformes cogidas con mortero de cal. La bóveda está construida con losas puestas a sardinel embebidas en hormigón de cal. Es un aparato muy similar al de la parte superior de la nave circular de la iglesia de San Vicente. Por ello se plantea una cronología dentro del siglo XII. La ampliación del sector noreste puede corresponder a los siglos XII y XIV.

## Iglesia de San Vicente del Castillo

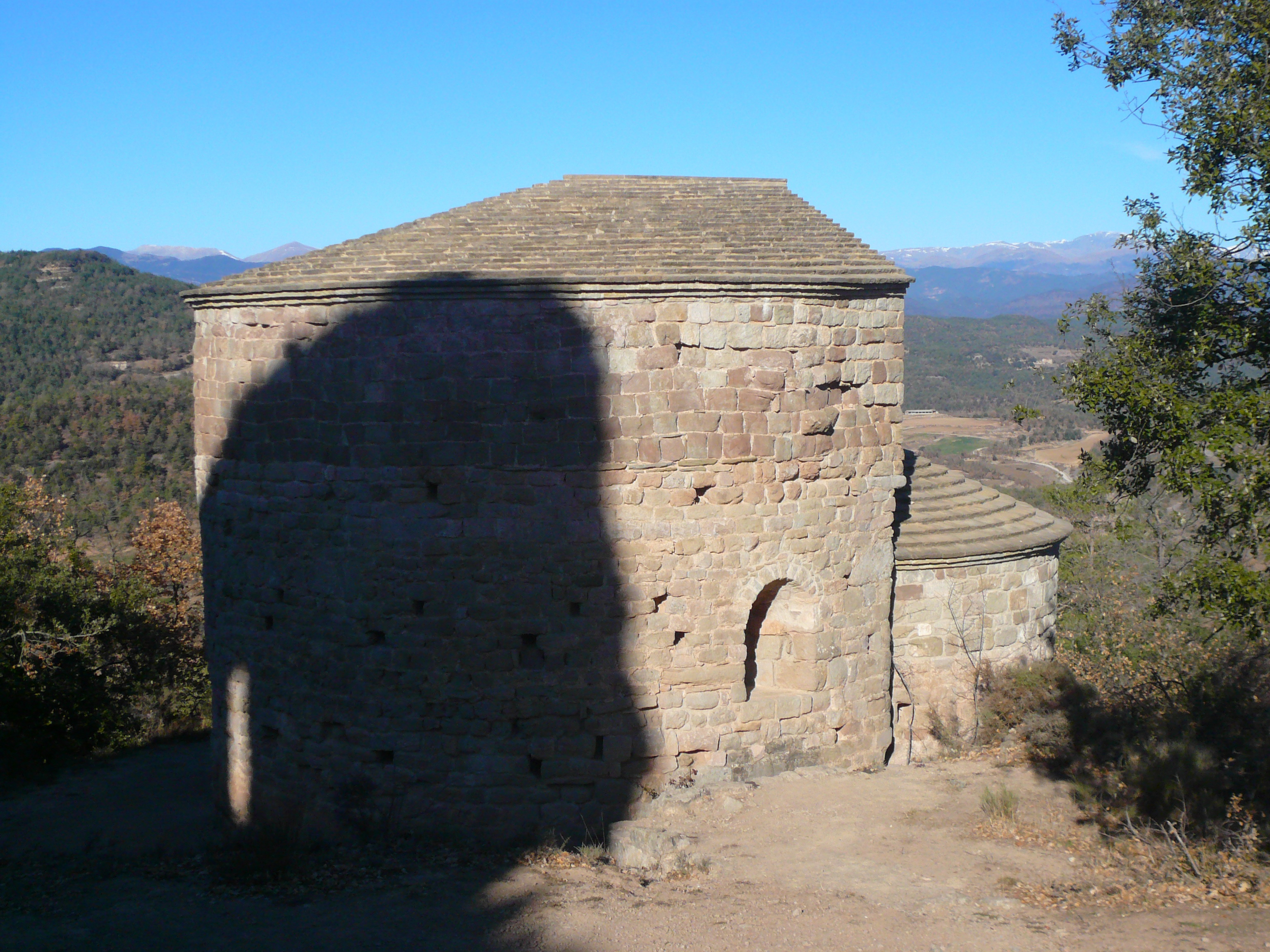
Iglesia de San Vicente del Castillo de Llusá (diciembre de 2007).

La iglesia, situada en el lado NE del cerro, sobre un espolón rocoso al pie del castillo, se menciona cuando fueron juzgados los testamentos sacramentales los señores del castillo: Sunifredo I (año 988) y Guisad I de Llusá (año 1006 ). A partir de 1236 aparece un sacerdote beneficiado encargado del culto y A partir del siglo XV comenzó a decaer, en 1685 ya no había culto y su beneficio se había trasladado a la canónica de Santa María.
La iglesia es de planta circular, una tipología de las cuales quedan muy pocas de enteras en Cataluña. Cubierta con perfecta vuelta hemisférica, tiene un pequeño portal hacia poniente con arco de medio punto, y un ábside a levante cerca del cual se abren dos ventanas de doble derrame. Sus medidas son; seis metros y medio de diámetro y una altura en su centro de cinco metros. De largo (portal hasta el fondo) mide ocho metros y medio. Un poco más arriba de la mitad de la altura de la rotonda hay un cambio de aparato, los sillares son más grandes, colocados de largo y en algunos lugares interrumpidos por losas de través a modo de cuñas. Hay discrepancias en la interpretación de este cambio. Dos épocas diferentes o, más probablemente una reanudación de la obra. Fechada a finales del siglo XI o primera mitad del siglo XII.